# Phrynarachne rubroperlata
Phrynarachne rubroperlata là một loài nhện trong họ Thomisidae.
Loài này thuộc chi Phrynarachne. Phrynarachne rubroperlata được Eugène Simon miêu tả năm 1907.